# Voirans
Voirans ist eine Ortschaft und eine Katastralgemeinde der Gemeinde Kottes-Purk im Bezirk Zwettl in Niederösterreich.

## Geografie
Das Dorf befindet sich nordwestlich von Kottes und ist über die Landesstraße L7170 zu erreichen. Westlich des Ortes entspringt der Voiransbach, der vor Kottes in die Kleine Krems mündet. Zur Ortschaft zählt auch der nordwestlich liegende Geierhof.

## Geschichte
Der Ort wird spätestens 1302 zum ersten Mal schriftlich erwähnt.
Im Eintrag der Josephinischen Fassion aus Jahre 1786/87 gab es im heutigen Ort 9 Häuser.
Im Jahr 1822 wurde der Ort als Dorf mit neun Häusern genannt, das nach Kottes eingepfarrt war, wohin auch die Kinder eingeschult wurden. Die Herrschaft Prandhof besaß die Ortsobrigkeit, besorgte die Konskription und übte die Landgerichtsbarkeit. Die Untertanen und Grundholde des Ortes gehörten der Herrschaft Prandhof.
Nach der Entstehung der Ortsgemeinden 1849 wurde der Ort eine Katastralgemeinde der Ortsgemeinde Reichpolds.
Laut Adressbuch von Österreich war im Jahr 1938 im Weiler Voirans ein Landwirt mit Direktvertrieb ansässig.
Im Zuge der Niederösterreichischen Kommunalstrukturverbesserung wurde der Ort durch die Auflösung der Gemeinde Reichpolds am 1. Januar 1967 ein Teil der Gemeinde Kottes-Purk.

## Siedlungsentwicklung
Zum Jahreswechsel 1979/1980 befanden sich in der Katastralgemeinde Voirans insgesamt 9 Bauflächen mit 6.170 m² und 7 Gärten auf 3.967 m², 1989/1990 gab es 9 Bauflächen. 1999/2000 war die Zahl der Bauflächen auf 46 angewachsen und 2009/2010 bestanden 25 Gebäude auf 38 Bauflächen.

## Bodennutzung
Die Katastralgemeinde ist landwirtschaftlich geprägt. 106 Hektar wurden zum Jahreswechsel 1979/1980 landwirtschaftlich genutzt und 348 Hektar waren forstwirtschaftlich geführte Waldflächen. 1999/2000 wurde auf 101 Hektar Landwirtschaft betrieben und 352 Hektar waren als forstwirtschaftlich genutzte Flächen ausgewiesen. Ende 2018 waren 96 Hektar als landwirtschaftliche Flächen genutzt und Forstwirtschaft wurde auf 352 Hektar betrieben. Die durchschnittliche Bodenklimazahl von Voirans beträgt 20,1 (Stand 2010).